# Höfen (Meinersen)
Höfen ist ein Ortsteil der Gemeinde Meinersen (Samtgemeinde Meinersen) im niedersächsischen Landkreis Gifhorn.

## Geografie und Verkehrsanbindung
Der Ort liegt westlich des Kernortes Meinersen an der K 43, die nach Päse führt. Unmittelbar südlich des Ortes führt die B 188 entlang.

## Vereine
Höfen ist den Vereinen und Verbänden im benachbarten Päse angeschlossen.